# Lutava, Kozeleț
Lutava (în ucraineană Лутава) este un sat în comuna Karpîlivka din raionul Kozeleț, regiunea Cernihiv, Ucraina.

## Demografie
Componența lingvistică a localității Lutava
     Ucraineană (97,94%)
     Rusă (2,06%)
Conform recensământului din 2001, majoritatea populației localității Lutava era vorbitoare de ucraineană (97,94%), existând în minoritate și vorbitori de rusă (2,06%).